# Mariola Wojtowicz

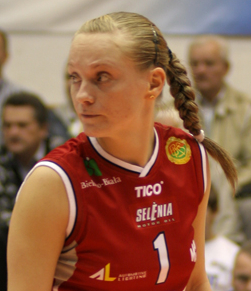
Mariola Barszcz (Wojtowicz) zawodniczką BKS-u Stal Bielsko-Biała

Mariola Wojtowicz z domu Barszcz (ur. 4 stycznia 1980 w Lubaniu) – polska siatkarka, grająca na pozycji libero, reprezentantka Polski B. W 2017 roku zakończyła karierę sportową i została kierownikiem drużyny BKS Profi Credit Bielsko-Biała.
W sezonie ligowym 2013/2014 w plebiscycie kibiców klubu została najlepszą zawodniczką BKS-u Aluprof Bielsko-Biała.

## Kariera siatkarska
| Kariera juniorska | Kariera juniorska                | Kariera juniorska | Kariera juniorska | Kariera juniorska | Kariera juniorska | Kariera juniorska | Kariera juniorska | Kariera juniorska | Kariera juniorska | Kariera juniorska |
| ----------------- | -------------------------------- | ----------------- | ----------------- | ----------------- | ----------------- | ----------------- | ----------------- | ----------------- | ----------------- | ----------------- |
| Lata              | Klub                             |                   |                   |                   |                   |                   |                   |                   |                   |                   |
|                   | MKS Lubań                        |                   |                   |                   |                   |                   |                   |                   |                   |                   |
| Kariera seniorska |                                  |                   |                   |                   |                   |                   |                   |                   |                   |                   |
| Lata              | Klub                             |                   |                   |                   |                   |                   |                   |                   |                   |                   |
| 2000–2007         | BKS Stal Bielsko-Biała           |                   |                   |                   |                   |                   |                   |                   |                   |                   |
| 2007–2008         | Leningradka Petersburg           |                   |                   |                   |                   |                   |                   |                   |                   |                   |
| 2008–2009         | Pronar Zeto Astwa AZS Białystok  |                   |                   |                   |                   |                   |                   |                   |                   |                   |
| 2009–2010         | BKS Aluprof Bielsko-Biała        |                   |                   |                   |                   |                   |                   |                   |                   |                   |
| 2010–2011         | Silesia Volley Mysłowice/Chorzów |                   |                   |                   |                   |                   |                   |                   |                   |                   |
| 2011–2012         | Stal Mielec                      |                   |                   |                   |                   |                   |                   |                   |                   |                   |
| 2012–2017         | BKS Aluprof Bielsko-Biała        |                   |                   |                   |                   |                   |                   |                   |                   |                   |

## Sukcesy klubowe
Mistrzostwo Polski:
- 2003, 2004, 2010
- 2007

Puchar Polski:
- 2004, 2006

Superpuchar Polski:
- 2006

I liga:
- 2011

## Sukcesy reprezentacyjne
Letnia Uniwersjada:
- 2007
- 2005